# Liste der Gerichtsbezirke in Tirol

Die 13 Gerichtsbezirke in Tirol

Diese Liste der Gerichtsbezirke in Tirol listet alle bestehenden Gerichtsbezirke sowie die ehemaligen Gerichtsbezirke im Bundesland Tirol bzw. in der damaligen Gefürsteten Grafschaft Tirol auf.

## Geschichte
Die heute bestehenden Gerichtsbezirke gehen auf das Jahr 1849 zurück. Nach der Aufhebung der bisherigen Gerichtsbarkeit wurde durch eine Kundmachung der Landes-Gerichts-Einführungs-Kommission die Übertragung der Justizgeschäfte den neu bestellten landesfürstlichen Gerichten übertragen. Ausgehend vom Oberlandesgericht Innsbruck (dem in bestimmten Fällen der Gerichts- und Cassationshof in Wien in letzter Instanz unterstand) wurden die drei Landesgerichte Innsbruck (für den Kreis Innsbruck), Bozen (Kreis Brixen) und Feldkirch (Kreis Vorarlberg) sowie die zwei Senate Trient und Roveredo für den Kreis Trient geschaffen.
Den Landesgerichten bzw. den Senaten waren wiederum die Bezirksgerichte unterstellt, wobei 66 Bezirksgerichte in Tirol und 6 Bezirksgerichte in Vorarlberg entstanden. Diese 72 Gerichtsbezirke bildeten gleichzeitig die unterste Ebene der Gerichtsbarkeit.
Wenngleich Vorarlberg 1861 ein „Land“ mit eigenem Landtag und Landesausschuss wurde, blieb die Gerichtsorganisation bestehen und das Landesgericht Feldkirch dem Oberlandesgericht Innsbruck unterstellt.
Erst nach dem Ende des Ersten Weltkriegs kam es durch den Vertrag von Saint-Germain zu gravierenden Änderungen in der Gerichtsorganisation. Tirol musste die Gebiete der Senate Trient und Roveredo (Trentino) sowie Teile des Gebietes des Landesgerichtes Bozen (Südtirol) mit Ausnahme der Gerichtsbezirke Lienz, Matrei, sowie Teile der Gerichtsbezirke Nauders und Sillian an Italien abtreten. In der Folge wurden 1921 das Bezirksgericht Nauders und 1925 das Bezirksgericht Sillian geschlossen.
Die Gerichtsbezirke Mieders und Fügen wurden 1923 aufgelöst. Es dauerte bis 1977 als mit dem Bezirksgericht Steinach ein weiteres Gericht sein Ende fand, ein Jahr später folgte das Bezirksgericht Ried. Mit der 2002 beschlossenen Bezirksgerichte-Verordnung Tirol der Österreichischen Bundesregierung wurde letztlich auch die Schließung der Bezirksgerichte Hopfgarten im Brixental und Matrei in Osttirol verfügt.

## Gerichtsbezirke ab 1919

### Bestehende Gerichtsbezirke
Die Tabelle enthält im Einzelnen folgende Informationen:
| GRKZ:               | Gerichtsbezirkskennziffer                                      |
| Gerichtsbezirk:     | Name des Gerichtsbezirkes                                      |
| Landesgericht:      | Landesgericht, dem das Bezirksgericht unterstellt ist          |
| Politischer Bezirk: | Politischer Bezirk, in dem der Gerichtsbezirk liegt            |
| Bevölkerung:        | Einwohner im jeweiligen Gerichtsbezirk (Stand: 1. Jänner 2016) |
| Fläche:             | Fläche der Gerichtsbezirke in km² (Stand: 2016)                |

| GRKZ | Gerichtsbezirk | Landesgericht | Politische(r) Bezirk(e)    | Bevölkerung | Fläche   |
| ---- | -------------- | ------------- | -------------------------- | ----------- | -------- |
| 7031 | Hall in Tirol  | Innsbruck     | Innsbruck-Land             | 62.467      | 311,38   |
| 7021 | Imst           | Innsbruck     | Imst                       | 24.865      | 602,82   |
| 7011 | Innsbruck      | Innsbruck     | Innsbruck / Innsbruck-Land | 202.819     | 1.537,21 |
| 7042 | Kitzbühel      | Innsbruck     | Kitzbühel                  | 63.125      | 1.162,25 |
| 7051 | Kufstein       | Innsbruck     | Kufstein                   | 71.260      | 498,26   |
| 7061 | Landeck        | Innsbruck     | Landeck                    | 44.186      | 1.594,53 |
| 7071 | Lienz          | Innsbruck     | Lienz                      | 49.026      | 2.019,30 |
| 7052 | Rattenberg     | Innsbruck     | Kufstein                   | 34.206      | 470,55   |
| 7081 | Reutte         | Innsbruck     | Reutte                     | 32.036      | 1.235,67 |
| 7091 | Schwaz         | Innsbruck     | Schwaz                     | 47.438      | 756,38   |
| 7022 | Silz           | Innsbruck     | Imst                       | 33.368      | 1.120,99 |
| 7033 | Telfs          | Innsbruck     | Innsbruck-Land             | 39.940      | 245,59   |
| 7092 | Zell am Ziller | Innsbruck     | Schwaz                     | 34.403      | 1.085,23 |

### Nach 1919 aufgelöste Gerichtsbezirke

Gerichtsbezirke in Tirol (1919–2002). Aufgelöste Gerichtsbezirke in Dunkelrot hervorgehoben

Die Tabelle enthält im Einzelnen folgende Informationen:
| Gerichtsbezirk:     | Name des Gerichtsbezirkes |
| Landesgericht:      | Landesgericht, dem das Bezirksgericht unterstellt war |
| Politischer Bezirk: | Lage des Gerichtsbezirkes innerhalb der politischen Bezirke |
| Auflösung:          | Jahr, in dem die Auflösung des Gerichtsbezirkes rechtswirksam wurde |
| Zugewiesen zu:      | Gerichtsbezirk, dem das Gebiet des aufgelösten Gerichtsbezirkes zugewiesen wurde |
| Ein- wohner:        | Einwohnerzahl (mit Hauptwohnsitz). Zahlen für Nauders und Sillian: Volkszählung 1923 der verbliebenen Gemeinden. Zahlen für Ried und Steinach: Stand 1971, Zahlen für Hopfgarten und Matrei: Stand 2001.     |
| Fläche:             | Fläche der Gerichtsbezirke in km². Zahlen für Hopfgarten, Matrei, Ried und Steinach von 1951, für Fügen und Mieders von 1900. Zahlen für Sillian und Nauders auf Grund der verbliebenen Gemeinden berechnet. |

| Gerichtsbezirk     | Landesgericht | Politischer Bezirk | Auflösung | Zugewiesen zu  | Einwohner | Fläche  |
| ------------------ | ------------- | ------------------ | --------- | -------------- | --------- | ------- |
| Fügen              | Innsbruck     | Schwaz             | 1923      | Zell am Ziller |           | 189,34  |
| Hopfgarten         | Innsbruck     | Kitzbühel          | 2002      | Kitzbühel      | 17.312    | 401,57  |
| Matrei in Osttirol | Innsbruck     | Lienz              | 2002      | Lienz          | 12.282    | 1048,11 |
| Mieders            | Innsbruck     | Innsbruck-Land     | 1923      | Innsbruck      |           | 358,19  |
| Nauders            | Innsbruck     | Landeck            | 1921      | Ried in Tirol  | 2.692     |         |
| Ried in Tirol      | Innsbruck     | Landeck            | 1978      | Landeck        | 9.432     | 670,49  |
| Sillian            | Innsbruck     | Lienz              | 1925      | Lienz          | 6.089     | 405,44  |
| Steinach           | Innsbruck     | Innsbruck-Land     | 1977      | Innsbruck      | 11.401    | 456,95  |

## Gerichtsbezirke zwischen 1849 und 1919

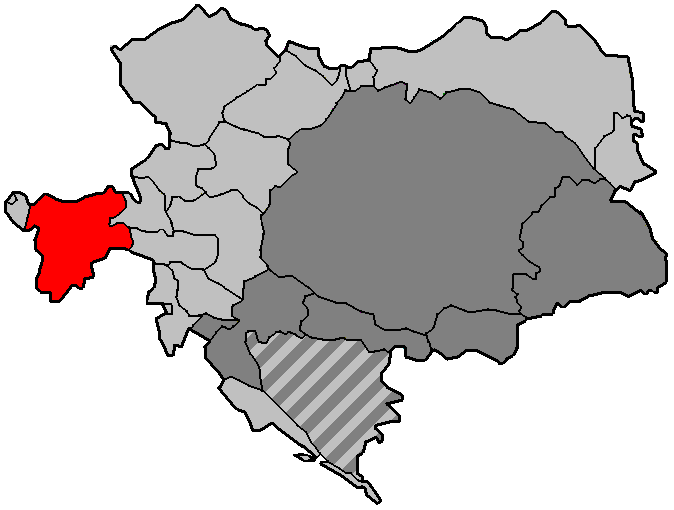
Tirol innerhalb Österreich-Ungarns

Die Tabelle enthält im Einzelnen folgende Informationen:
| Gerichtsbezirk:          | Name des Gerichtsbezirkes / Zweitsprachige Variante soweit in offiziellen Texten angegeben                       |
| Landesgericht:           | Landesgericht, dem das Bezirksgericht unterstellt war                                                            |
| Politische(r) Bezirk(e): | Politische(r) Bezirk(e), in dem der Gerichtsbezirk zuletzt zuständig war                                         |
| Zugehörigkeit ab 1919:   | Zugehörigkeit des Gebietes des Gerichtsbezirks nach dem Ersten Weltkrieg (im Vertrag von Saint Germain geregelt) |
| Einwohner:               | Einwohner (Stand: 1900)                                                                                          |
| Größe:                   | Fläche des Gerichtsbezirks in km² (Stand: 1900)                                                                  |

| Gerichtsbezirk                              | Landesgericht | Politische(r) Bezirk(e)             | Zugehörigkeit ab 1919  | Einwohner | Fläche   |
| ------------------------------------------- | ------------- | ----------------------------------- | ---------------------- | --------- | -------- |
| Ala                                         | Rovereto      | Rovereto (Land)                     | Italien                | 10.894    | 188,70   |
| Ampezzo / Hayden                            | Bozen         | Ampezzo                             | Italien                | 3.088     | 254,57   |
| Arco                                        | Rovereto      | Riva                                | Italien                | 12.253    | 99,55    |
| Borgo                                       | Trient        | Borgo                               | Italien                | 13.827    | 221,34   |
| Bozen / Bolzano                             | Bozen         | Bozen (Stadt), Bozen (Land)         | Italien                | 39.809    | 557,69   |
| Brixen / Bressanone                         | Bozen         | Brixen                              | Italien                | 16.853    | 472,51   |
| Bruneck                                     | Bozen         | Bruneck                             | Italien                | 11.212    | 252,00   |
| Buchenstein / Livinallongo                  | Bozen         | Ampezzo                             | Italien                | 2.857     | 115,19   |
| Cavalese                                    | Trient        | Cavalese                            | Italien                | 18.896    | 529,43   |
| Cembra                                      | Trient        | Trient (Land)                       | Italien                | 8.092     | 93,16    |
| Civezzano                                   | Trient        | Trient (Land)                       | Italien                | 9.987     | 112,44   |
| Cles                                        | Trient        | Cles                                | Italien                | 19.728    | 359,87   |
| Condino                                     | Rovereto      | Tione                               | Italien                | 11.368    | 399,48   |
| Enneberg                                    | Bozen         | Bruneck                             | Italien                | 5.289     | 401,75   |
| Fassa                                       | Trient        | Cavalese                            | Italien                | 4.182     | 235,34   |
| Fondo                                       | Trient        | Cles                                | Italien                | 1.1709    | 195,00   |
| Fügen                                       | Innsbruck     | Schwaz                              | Österreich             | 5.132     | 189,34   |
| Glurns                                      | Bozen         | Schlanders                          | Italien                | 9.053     | 519,11   |
| Hall                                        | Innsbruck     | Innsbruck (Land)                    | Österreich             | 17.531    | 356,77   |
| Hopfgarten                                  | Innsbruck     | Kitzbühel                           | Österreich             | 7.357     | 401,58   |
| Imst                                        | Innsbruck     | Imst                                | Österreich             | 9.705     | 661,60   |
| Innsbruck                                   | Innsbruck     | Innsbruck (Stadt), Innsbruck (Land) | Österreich             | 55.052    | 389,14   |
| Kaltern / Caldaro                           | Bozen         | Bozen (Land)                        | Italien                | 15.814    | 185,92   |
| Kastelruth / Castelrotto                    | Bozen         | Bozen (Land)                        | Italien                | 8.205     | 271,54   |
| Kitzbühel                                   | Innsbruck     | Kitzbühel                           | Österreich             | 16.361    | 762,65   |
| Klausen / Chiusa                            | Bozen         | Bozen (Land)                        | Italien                | 9.465     | 265,08   |
| Kufstein                                    | Innsbruck     | Kufstein                            | Österreich             | 21.318    | 493,50   |
| Lana                                        | Bozen         | Meran                               | Italien                | 12.066    | 384,37   |
| Landeck                                     | Innsbruck     | Landeck                             | Österreich             | 14.175    | 999,03   |
| Lavis                                       | Trient        | Trient (Land)                       | Italien                | 9.163     | 62,94    |
| Levico                                      | Trient        | Borgo                               | Italien                | 14.645    | 158,75   |
| Lienz                                       | Bozen         | Lienz                               | Österreich             | 13.113    | 566,25   |
| Malè                                        | Trient        | Cles                                | Italien                | 14.908    | 611,39   |
| Meran                                       | Bozen         | Meran                               | Italien                | 29.439    | 334,80   |
| Mezolombardo                                | Trient        | Mezolombardo                        | Italien                | 19.557    | 267,60   |
| Mieders                                     | Innsbruck     | Innsbruck (Land)                    | Österreich             | 4.195     | 358,19   |
| Mori                                        | Rovereto      | Rovereto (Land)                     | Italien                | 10.829    | 110,40   |
| Nauders                                     | Innsbruck     | Landeck                             | Österreich / Italien   | 4.820     | 462,19   |
| Neumarkt / Egna                             | Bozen         | Bozen (Land)                        | Italien                | 8.838     | 158,23   |
| Nogaredo 1905 in „Villa Lagarina“ umbenannt | Rovereto      | Rovereto (Land)                     | Italien                | 10.435    | 89,51    |
| Passeier                                    | Bozen         | Meran                               | Italien                | 4.913     | 311,89   |
| Pergine                                     | Trient        | Trient (Land)                       | Italien                | 14.031    | 136,26   |
| Primiero                                    | Trient        | Primiero                            | Italien                | 10.362    | 414,85   |
| Rattenberg                                  | Innsbruck     | Kufstein                            | Österreich             | 13.675    | 550,78   |
| Reutte                                      | Innsbruck     | Reutte                              | Österreich             | 15.253    | 1.096,08 |
| Ried                                        | Innsbruck     | Landeck                             | Österreich             | 4.054     | 416,34   |
| Riva                                        | Rovereto      | Riva                                | Italien                | 11.339    | 94,72    |
| Rovereto / Rovereto                         | Rovereto      | Rovereto (Stadt), Rovereto (Land)   | Italien                | 31.783    | 337,99   |
| Sarnthal                                    | Bozen         | Bozen (Land)                        | Italien                | 3.612     | 302,50   |
| Schlanders                                  | Bozen         | Schlanders                          | Italien                | 11.544    | 845,78   |
| Schwaz                                      | Innsbruck     | Schwaz                              | Österreich             | 15.304    | 667,26   |
| Sillian                                     | Bozen         | Lienz                               | Österreich / Italien   | 9.406     | 578,26   |
| Silz                                        | Innsbruck     | Imst                                | Österreich             | 11.851    | 1.042,61 |
| Steinach                                    | Innsbruck     | Innsbruck (Land)                    | Österreich             | 6.955     | 469,26   |
| Stenico                                     | Rovereto      | Tione                               | Italien                | 9.600     | 248,56   |
| Sterzing                                    | Bozen         | Brixen                              | Italien (Großteil) / Ö | 10.870    | 730,38   |
| Strigno                                     | Trient        | Borgo                               | Italien                | 13.707    | 349,04   |
| Taufers                                     | Bozen         | Bruneck                             | Italien                | 8.436     | 634,85   |
| Telfs                                       | Innsbruck     | Innsbruck (Land)                    | Österreich             | 11.152    | 518,05   |
| Tione                                       | Rovereto      | Tione                               | Italien                | 14.828    | 578,75   |
| Trient / Trento                             | Trient        | Trient (Stadt), Trient (Land)       | Italien                | 38.024    | 125,95   |
| Val di Ledro                                | Rovereto      | Riva                                | Italien                | 4.430     | 159,07   |
| Vezzano                                     | Trient        | Trient (Land)                       | Italien                | 11.602    | 176,59   |
| Welsberg                                    | Bozen         | Bruneck                             | Italien                | 9.341     | 548,96   |
| Windischmatrei                              | Bozen         | Lienz                               | Österreich             | 7.685     | 1.005,31 |
| Zell am Ziller                              | Innsbruck     | Schwaz                              | Österreich             | 7.735     | 794,52   |

## Nachweise und Quellen
- Statistik Austria: Klassifikationen: Gerichtsbezirke – Tabellen, Thematische Karten, Weitere Informationen (österreichweit)
- Statistik Austria: Gemeindeverzeichnis. Stand: 1. Jänner 2010, Wien 2010
- Kurt Klein (Bearb.): Historisches Ortslexikon. Statistische Dokumentation zur Bevölkerungs- und Siedlungsgeschichte. Hrsg.: Vienna Institute of Demography [VID] d. Österreichische Akademie der Wissenschaften. Tirol (Onlinedokument, Erläuterungen. Suppl.; beide PDF – o.D. [aktual.]). Datenbestand: 30. Juni 2011

1. ↑  Landesgesetz- und Regierungsblatt für das Kronland Tirol und Vorarlberg. 1850, I. Stück, Nr. 1: Kundmachung der Landes-Gerichts-Einführungs-Kommission vom 29. November 1849, über die Gerichts-Organisierung in dem Kronlande Tirol und Vorarlberg
2. ↑  BGBl. II Nr. 240/2002: Verordnung der Bundesregierung über die Zusammenlegung von Bezirksgerichten und über die Sprengel der verbleibenden Bezirksgerichte in Tirol (Bezirksgerichte-Verordnung Tirol)
3. ↑  Statistik Austria Änderungen in der Verwaltungsgliederung von Gerichtsbezirken 2002 bis 2011
4. 1 2  Gemeindeverzeichnis, Stand 1.1.2016, Statistik Austria, Wien 2016.
5. ↑  Österreichische Akademie der Wissenschaften: Historisches Ortslexikon. Statistische Dokumentation zur Bevölkerungs- und Siedlungsgeschichte. Tirol. Datenbestand: 30. Juni 2011
6. ↑  Statistisches Zentralamt (Hrsg.): Ortsverzeichnis von Österreich. Bearbeitet auf Grund der Ergebnisse der Volkszählung vom 1. Juni 1951. Österreichische Staatsdruckerei, Wien 1953
7. 1 2 3  k.k. Statistische Zentralkommission (Hrsg.): „Gemeindelexikon der im Reichsrate vertretenen Königreiche und Länder. Bearbeitet auf Grund der Ergebnisse der Volkszählung vom 31. Dezember 1900.“ Band VIII. Tirol und Vorarlberg. (Memento des Originals vom 11. April 2012 im Internet Archive)  Info: Der Archivlink wurde automatisch eingesetzt und noch nicht geprüft. Bitte prüfe Original- und Archivlink gemäß Anleitung und entferne dann diesen Hinweis. k. k. Hof- und Staatsdruckerei, Wien 1907